# Albaredo per San Marco
Albaredo per San Marco es una localidad y comune italiana de la provincia de Sondrio, región de Lombardía, con 365 habitantes.

## Evolución demográfica
| Gráfica de evolución demográfica de Albaredo per San Marco entre 1861 y 2001 |
|                                                                              |
| Fuente ISTAT - elaboración gráfica de Wikipedia                              |